# Arthur Bordier
Pour les articles homonymes, voir Bordier.
Arthur Bordier, né le 3 mai 1841 à Saint-Calais et mort le 17 février 1910 à Grenoble, est médecin anthropologue, fondateur de la Société dauphinoise d’ethnologie et d’anthropologie.

## Biographie
Arthur Bordier fait ses études à Paris ; il est reçu docteur en médecine en juin 1868 et devient chef de clinique à la Faculté de Médecine de Paris. Il est médecin militaire pendant la guerre de 1870.
En 1878, Bordier est nommé titulaire de la nouvelle chaire de géographie médicale à l’École d’anthropologie de Paris, chaire qu’il occupera jusqu’en 1895.
Le docteur Bordier est directeur de l’École préparatoire de médecine et de pharmacie de Grenoble de 1894 à sa mort. À ce titre, il recrute Hippolyte Müller comme bibliothécaire. Parallèlement, il devient en 1902 directeur du service municipal d’hygiène et fonde la Société dauphinoise d’ethnologie et d’anthropologie (Grenoble, 1894) dont il sera le secrétaire général jusqu’à sa mort, organisant également le tout premier congrès de l’Association française pour l’avancement des sciences (1885).
Il est chevalier de la Légion d’honneur, 4 février 1880.
Il est inhumé au cimetière Saint-Roch à Grenoble.

## Distinctions
- Officier d'académie
- Officier de l'Instruction publique
- Chevalier de la Légion d'honneur (1880)

## Portraits
- Urbain Basset, Arthur Bordier, statuette en plâtre patiné, 1902. Coll. Musée de Grenoble (MG 1929).
- Urbain Basset, Arthur Bordier, médaillon en plâtre patiné. Coll. Musée de Grenoble (MG 1928).
- Faustin Besson, Portrait du docteur Bordier, huile sur bois. Coll. Musée de Grenoble  (MG 1927).
- Hippolyte Jean Flandrin, Portrait de madame Bordier mère, 1852, huile sur toile. Coll. Musée de Grenoble (MG 1645).
- Anonyme, Portrait de madame Pothée (grand-mère maternelle du docteur Bordier), huile sur toile. Coll. Musée de Grenoble (MG 1647)

## Publications
- Des nerfs vaso-moteurs ganglionnaires, anatomie, physiologie, pathologie, thérapeutique, Paris, L. Leclerc, 1868, 106 p.
- Étude anthropologique sur une série de crânes d'assassins, Paris, G. Masson, 1881, 63 p.
- La médecine à Grenoble, notes pour servir à l'histoire de l'Ecole de médecine et de pharmacie, Grenoble, Impr. de Vve Rigaudin, 1846, XX-295 p.
- La vie des sociétés, Paris, C. Reinwald, 1887, XV-359 p.
- La Colonisation scientifique et les colonies françaises, Paris, C. Reinwald, 1884, XVI-506 p.
- De la Glycosurie dans la convalescence des maladies aiguës, Paris, Impr. de A. Parent, 1868, 8 p. (extrait des Archives générales de médecine, août 1868).
- De l'Élimination des médicaments, Paris, Impr. de A. Hennuyer, 1873, 12 p. (extrait du Bulletin de thérapeutique médicale et chirurgicale, 30 janvier 1873).
- De l'Emploi du sphygmographe dans l'étude des agents thérapeutiques, Paris, Impr. de Hennuyer, 1868, 11 p. (extrait du Bulletin général de thérapeutique, 15 février 1868).
- Des Mutilations ethniques, Grenoble, Impr. de F. Allier père et fils, 1893, 29 p. (extrait des Annales de l'enseignement supérieur de Grenoble, juin 1893).
- La Géographie médicale, Paris, C. Reinwald (« Bibliothèque des sciences contemporaines », X), 1884, XXIV-662 p. et cartes.
- Instructions pour l'île de Madagascar, Paris, G. Masson, 1878, 31 p. (extrait des Mémoires de la Société d'anthropologie de Paris,  2e série, t. I).
- Mémoire sur l'épidémie cholérique de 1866 à l'hôpital Beaujon, Paris, P. Asselin, 1867, 20 p. (extrait des Archives générales de médecine, février 1867).
- Pathologie comparée de l'homme et des êtres organisés, Paris, Lecrosnier & Babé, 1889, VIII-533 p.